# Max Fléchet
Max Fléchet (* 10. Mai 1901 in Chazelles-sur-Lyon, Département Loire; † 11. Oktober 1983 ebenda) war ein französischer Politiker, der zwischen 1948 und 1958 und erneut von 1963 bis 1965 Mitglied des Senats sowie zeitweilig Staatssekretär war.

## Leben
Fléchet begann nach dem Schulbesuch ein wissenschaftliches Studium, das er mit einem Baccalauréat ès sciences abschloss, und arbeitete danach in der elterlichen Hutfabrik. Er wurde 1929 zum Mitglied des Gemeinderates seines Geburtsortes Chazelles-sur-Lyon gewählt und übernahm 1931 zudem den Posten als Präsident der Vereinigung der Hutfabrikanten Frankreichs (Union des fabricants de chapeaux de France). Ferner wurde er 1932 Mitglied des Generalrates des Département Loire sowie 1941 vom Vichy-Regime zum Bürgermeister von Chazelles-sur-Lyon ernannt und behielt dieses Amt drei Jahre lang bis 1944. Nach Ende des Zweiten Weltkrieges wurde er 1947 Mitglied der Handelskammer von Saint-Étienne sowie zugleich wieder Bürgermeister von Chazelles-sur-Lyon, wobei er dieses Amt nunmehr bis 1959 bekleidete. 
Bei den Wahlen vom 7. November 1948 wurde Fléchet als Spitzenkandidat der Liste der Unabhängigen Republikaner (Républicains Indépendants) im Département Loire erstmals zum Mitglied des Senats gewählt. Er war dort Mitglied des Finanzausschusses sowie des Ausschusses für allgemeines Wahlrecht und wurde ferner 1949 auch wieder zum Mitglied des Generalrates des Département Loire gewählt, dem er bis 1967 angehörte. Bei den Wahlen vom 19. Juni 1955 wurde er im ersten Wahlgang an der Spitze der Liste des Nationalen Zentrums der Unabhängigen und Bauern CNI (Centre national des indépendants et paysans) im Département Loire erneut zum Mitglied des Senats gewählt. Er wurde in der Folgezeit am 4. Oktober 1956 Vizepräsident des Finanzausschusses und am 24. Juli 1958 Hoher Kommissar für Nationale Wirtschaft und Außenhandel (Haut Commissaire à l’économie nationale et au commerce extérieur) und bekleidete dieses neu geschaffene Amt bis zum 8. Januar 1959.
Im Anschluss wurde Fléchet am 8. Januar 1959 von Premierminister Michel Debré als Staatssekretär für Wirtschaft im Ministerium für Finanzen und Wirtschaft (Secrétaire d’Etat aux affaires économiques) in dessen Kabinett berufen und fungierte im Anschluss in dieser Regierung vom 17. November 1959 bis zum 19. Januar 1960 als Staatssekretär für Außenwirtschaft im Ministerium für Finanzen und Wirtschaft (Secrétaire d’Etat aux affaires économiques extérieures), wobei er zusammen mit Finanzminister Antoine Pinay von seinem Amt zurücktrat.
Nachdem der bisherige André Chazalon im November 1962 zum Mitglied der Nationalversammlung gewählt worden war, wurde Fléchet als dessen Nachfolger bei einer Nachwahl am 24. Februar 1963 als dessen Nachfolger wieder zum Senator gewählt und vertrat das Département Loire. Er schloss sich abermals den Républicains indépendants an und wurde erneut Mitglied des Finanzausschusses. Bei den Wahlen vom 26. September 1965 kandidierte er zwar erneut für einen Sitz im Senat, erlitt jedoch eine Niederlage und schied nunmehr am 1. Oktober 1965 aus dem Senat aus. Er war zeitweise Vizepräsident des Nationalen Zentrums für Außenhandel CFCE (Centre national du commerce extérieur) sowie zwischen 1967 und 1969 Präsident der Französisch-Sowjetischen Handelskammer. Für seine Verdienste wurde ihm das Offizierskreuz der Ehrenlegion verliehen.